# Asley González
Asley González Montero (* 5. September 1989 in der Provinz Villa Clara) ist ein kubanischer Judoka. Er kämpft in der Gewichtsklasse bis 90 Kilogramm.

## Werdegang
Nach zwei dritten Plätzen 2008 und 2009 wurde González zwischen 2010 und 2012 dreifacher kubanischer Meister. 2011 gewann er den Titel bei den Panamerikanischen Meisterschaften, 2012 wurde er Zweiter. Er errang auch 2011 die Silbermedaille bei den Panamerikanischen Spielen in Guadalajara.
Im August 2011 nahm er an den Judo-Weltmeisterschaften in Paris teil und gewann in seiner Gewichtsklasse die Bronzemedaille. Im Jahr darauf errang er bei den Olympischen Spielen 2012 in London die Silbermedaille. Im Finale unterlag er in der Verlängerung nach Golden Score dem Südkoreaner Song Dae-nam.